# Ninox odiosa
Coruja-gavião-da-nova-bretanha ou mocho-da-nova-bretanha (Ninox odiosa) é uma espécie de ave estrigiforme pertencente à família Strigidae.